# Minima Moralia

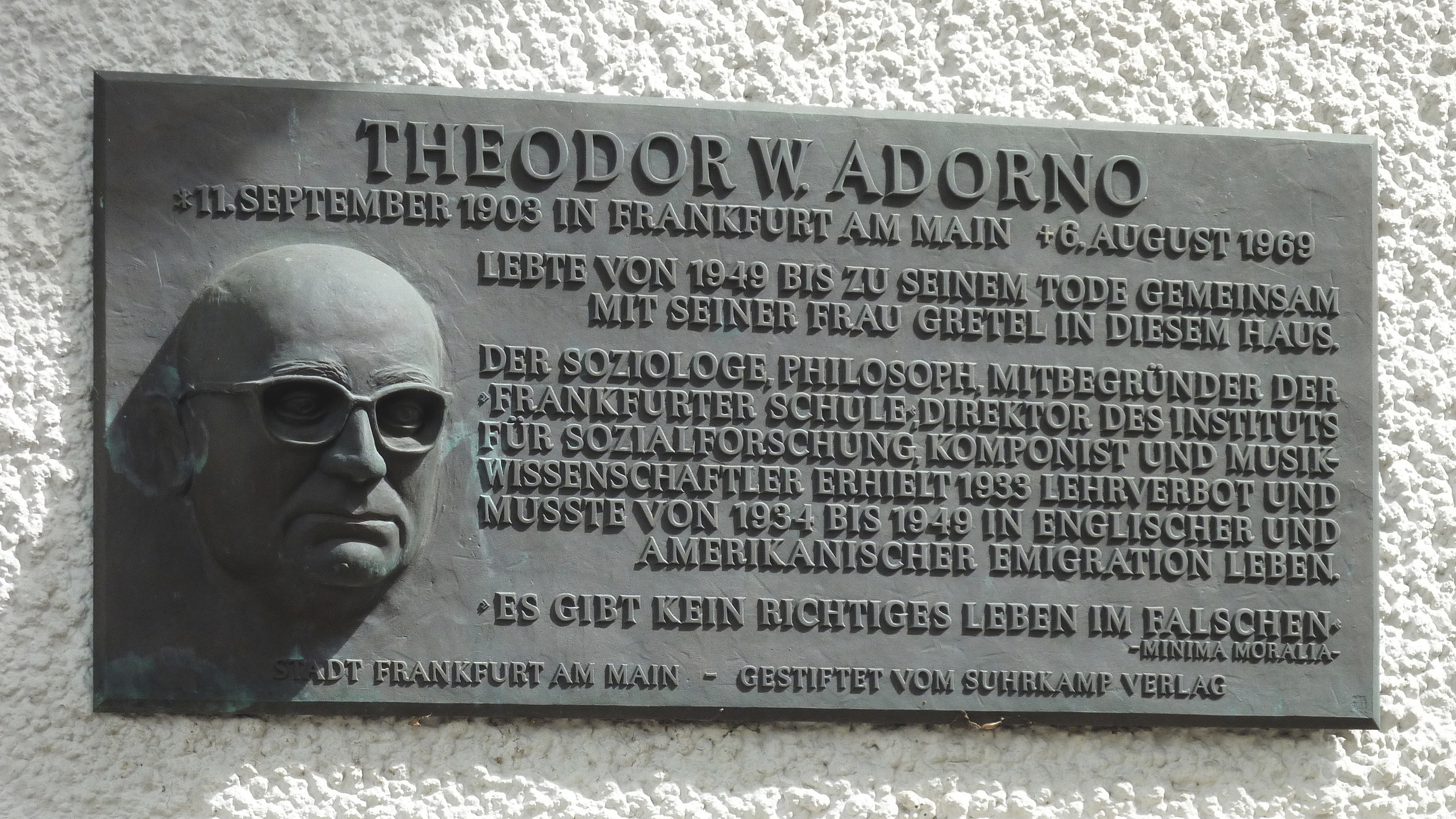
Adorno-Gedenktafel an seinem Wohnort Frankfurt am Main, Kettenhofweg 123, mit dem Satz „Es gibt kein richtiges Leben im falschen“ aus den Minima Moralia

Minima Moralia – Reflexionen aus dem beschädigten Leben ist eine im amerikanischen Exil verfasste philosophische Schrift Theodor W. Adornos. Sie enthält 153 Aphorismen und kurze Essays über die Bedingungen des Menschseins (Conditio humana) unter kapitalistischen und faschistischen Verhältnissen. Neben der Dialektik der Aufklärung und der Negativen Dialektik zählt sie zu den philosophischen Hauptwerken Adornos. In seinem Gesamtwerk nimmt die Schrift eine Sonderstellung ein, da die kurzen, durchnummerierten Texte untereinander keinen erkennbaren theoretischen Zusammenhang aufweisen.
Fünfzig Jahre nach ihrer Publikation im Jahre 1951 ist die Sammlung im Hinblick auf die Popularität und den von Beginn an überraschend großen Erfolg (mit insgesamt über 100.000 verkauften Exemplaren) als letztes deutsches „Volksbuch der Philosophie“ und „Hausbuch der kritischen Intelligenz“ bezeichnet worden.

## Entstehung
Die Minima Moralia sind aus der Erschütterung über den Terror im faschistischen Deutschland geschrieben worden. Sie gehen auf Notizen zurück, die der Autor in den Jahren seines Exils in England seit 1934 und den USA seit 1938 niedergeschrieben hat; die meisten Stücke entstanden zwischen 1944 und 1947 im kalifornischen Exil, nach dem Abschluss der gemeinsamen Arbeit mit Max Horkheimer an der Dialektik der Aufklärung. Da Horkheimer zwischen Los Angeles und New York pendelte, um wissensorganisatorischen Tätigkeiten für das American Jewish Committee und das emigrierte Rest-Institut für Sozialforschung in New York nachzugehen, ließ sich die gemeinsame Arbeit nicht wie beabsichtigt fortsetzen, stattdessen arbeitete Adorno allein weiter. Die Minima Moralia werden daher auch als „eine aphoristische Fortsetzung der Dialektik der Aufklärung“ verstanden. Sie schließen thematisch an deren letztes Kapitel mit der Kritik der Kulturindustrie an, greifen aber weit darüber hinaus. Ursprünglich sollten sie 1945 zum fünfzigsten Geburtstag von Max Horkheimer erscheinen (MM 16 f.); dazu kam es nicht. Adorno brachte die Arbeit aus dem amerikanischen Exil mit nach Deutschland. Veröffentlicht wurde das Buch mit Erweiterungen und der Widmung: „Für Max als Dank und Versprechen“ (MM 12) im Jahr 1951 im neu gegründeten Suhrkamp Verlag mit einer Auflage von 3.000.

## Titel und Anspruch
Der lateinische Titel Minima Moralia („Winzige“ oder „Kleinste Ethik“) verweist auf den lateinischen Titel eines traditionell Aristoteles zugeschriebenen Werks, die Magna Moralia („Große Ethik“). Die ironische Umkehrung des Titels bezieht sich weniger auf den Umfang des Buches oder die Länge seiner Beiträge, sondern auf den inhaltlichen Anspruch. Denn die Schrift enthält keine Lehre vom guten Leben im Sinne der philosophischen Tradition, sondern Gedanken über die Unmöglichkeit, unter den gegebenen Zeitumständen im nachliberalen Kapitalismus und Faschismus ein richtiges Leben zu führen. Nur als Negation der Adorno gegenwärtigen, entfremdeten Lebensweise lassen die Aphorismen wenigstens noch die Ahnung von Formen eines guten und richtigen Lebens wachhalten.
In dem mit Zueignung überschriebenen Vorwort spricht Adorno von der „Lehre vom richtigen Leben“ als der „traurigen Wissenschaft“ (MM 13) im Gegensatz zu Nietzsches Charakterisierung als fröhliche Wissenschaft und bemüht damit ein weiteres Antonym.

## Form
Die von Adorno gewählten Formen des Kurzessays, der Miniatur, des Langaphorismus und Denkbildes haben ihre Vorläufer im romantischen Fragment (etwa Friedrich Schlegels Athenäum-Fragmente), aber auch in Nietzsches Aphorismensammlung Menschliches, Allzumenschliches und Walter Benjamins Einbahnstraße (1928). Ebenfalls zu dieser literarischen Gattung gehören Ernst Blochs Spuren (1930) und die von Max Horkheimer unter dem Pseudonym Heinrich Regius 1934 in Zürich veröffentlichte Sammlung Dämmerung. Notizen in Deutschland.
Wie Nietzsche nummerierte Adorno seine kurzen Prosastücke fortlaufend (von 1 bis 153) und versah sie mit kurzen Titeln, die sich nur durch Kursivsatz und Gedankenstrich vom übrigen Textblock abheben. Das Buch teilt sich in drei Teile, die mit den Jahreszahlen 1944, 1945 und 1946/47 überschrieben und jeweils mit einem vorangestellten Motto versehen sind.

## Inhalt
Die Texte gehen nach Adornos eigenem Bekunden „vom engsten privaten Bereich, dem des Intellektuellen in der Emigration“ (MM 16) aus und forschen „den entfremdeten Gestalten des Lebens nach“. Das Buch setzt ein mit der Kritik an der Beschränkung der zeitgenössischen Philosophie auf Methoden, eine Anspielung auf den Logischen Empirismus des Wiener Kreises. Ihre eigentliche, aber vergessene Intention sei jedoch die „Lehre vom richtigen Leben“ (MM 13) gewesen. Die Minima Moralia erheben den Anspruch, in diesen Bereich der Philosophie zurückzukehren.
Eingebettet in Reflexionen über gesellschaftliche Zwänge, anthropologische Gegebenheiten, psychologische und ästhetische Phänomene, wird bis in die entlegensten und privatesten Verhaltensweisen dem „falschen“ Leben in einer durchgängig kommerzialisierten und instrumentalisierten Welt nachgespürt. Vor dem Auge des Lesers werden kaleidoskopartig vielfältige Gestalten entfremdeten Lebens und beklemmende Konstellationen verdinglichter menschlicher Beziehungen aufgerufen. Die Bandbreite reicht von so Unterschiedlichem wie Ehe und Familie, Eros und Tod, dem Verhältnis des Einzelnen zur Gemeinschaft bis zu den Eigentumsverhältnissen und der Einstellung zu ihnen. In detailgenauer Phänomenologie des Alltagslebens beklagt Adorno das Verschwinden der früheren, bürgerlichen Lebensweise mit ihrer Bildung, Familie, Erotik und der Fähigkeit, zu schenken und miteinander zu kommunizieren. Durch die Lohnarbeit, argumentiert er mit Bezug auf Georg Lukács’ Verdinglichungsthese, seien die „neuzeitlichen Massen“ so geformt worden, dass sie „unterm Apriori der Verkäuflichkeit“ ihr Lebendiges zum Ding gemacht haben und in der Selbsterhaltung ihr Selbst verlieren (MM 259 ff.).
Adorno stellt neben der Frage, „wie zu leben sei“, die nach der „Einrichtung der Welt“. Beide fügen sich zusammen in einer „Kritik des Kapitalismus als Lebensform“, dessen Tendenzen ihm zufolge im Faschismus ihren unverbrämten Ausdruck fanden. Er reflektiert nicht nur darüber, wie wir handeln sollen, sondern mehr noch über die Frage: „Was lässt uns handeln bzw. was macht uns handeln?“ Anders gefragt: Wie beeinflusst die Einrichtung der Welt unser Handeln und unsere Lebensmöglichkeiten? Daher richtet Adorno seinen Blick auf die Beschaffenheit von Gegenständen und unseren Umgang mit ihnen.
Er behauptet, ein gutes und richtiges Leben sei unter den Bedingungen einer unmenschlich gewordenen Gesellschaft, die den Menschen zu einem „reduzierten und degradierten Wesen“ (MM 13) machte, nicht mehr möglich. In der bürgerlich-kapitalistischen Gesellschaft, die – zu einer Welt des kalten Kommerzes geworden – die Menschen zu Anhängseln einer verselbständigten Maschinerie erniedrige, könne es „kein davon unberührtes Residuum des Wahren und Authentischen“ mehr geben. Das nachfolgende Zitat erfasst die den Aphorismen zugrundeliegende Diagnose und Intention:

„Was einmal den Philosophen Leben hieß, ist zur Sphäre des Privaten und dann bloß noch des Konsums geworden, die als Anhang des materiellen Produktionsprozesses, ohne Autonomie und ohne eigene Substanz, mitgeschleift wird. Wer die Wahrheit übers unmittelbare Leben erfahren will, muss dessen entfremdeter Gestalt nachforschen, den objektiven Mächten, die die individuelle Existenz bis ins Verborgenste bestimmen.“

Gleichsam programmatisch hat Adorno dem ersten Teil seiner Stücke Ferdinand Kürnbergers Ausspruch „Das Leben lebt nicht“ als Motto vorangestellt (MM 20) und resümiert in seinem wohl meistzitierten Satz: „Es gibt kein richtiges Leben im falschen“ (MM 43). In seiner Vorlesung Probleme der Moralphilosophie (Wintersemester 1956/57) relativierte Adorno seine Sentenz dahingehend, dass man stets so zu leben bemüht sein sollte, „wie man in einer befreiten Welt glaubt leben zu sollen, gleichsam durch die Form der eigenen Existenz, mit all den unvermeidbaren Widersprüchen und Konflikten, die das nach sich zieht, versuchen, die Existenzform vorwegzunehmen, die die eigentlich richtige wäre. […] Die wichtigste Form, die das heute hat, ist der Widerstand.“
In den Minima Moralia beantwortet Adorno die Frage, was das „richtige Leben“ ausmache, durchgehend in negativer Weise, als bestimmte Negation: „Er setzt bei dem an, ‚was nicht sein soll‘, bzw. am Leben in seiner ‚verkehrten‘ oder ‚entfremdeten Gestalt‘.“ Für Albrecht Wellmer enthalten die Minima Moralia Adornos Lehre vom richtigen Leben wie in Spiegelschrift. Entschieden weigert sich Adorno, Inhalt und Ziel einer emanzipierten Gesellschaft näher zu bestimmen (was schon Thomas Mann erheblich irritierte). Lediglich „dass keiner mehr hungern soll“ (MM 178) nennt er als Minimalbedingung. Gleichwohl bekräftigt er die Differenz zwischen Richtig und Falsch und will sich den „Traum eines Daseins ohne Schande“ nicht „abwürgen“ (MM 95) lassen. Für Martin Seel sieht Adorno in der Achtung vor dem Individuellen den Kern eines guten menschlichen Lebens. In dem Aphorismus Sur l’eau („Auf/Über dem Wasser“) stellt er „dem Modell der Produktion […] ein Modell der Kontemplation“ gegenüber, das er als Leitbild eines guten und richtigen Lebens in ein utopisches Bild fasst: „auf dem Wasser liegen und friedlich in den Himmel schauen, ‚sein, sonst nichts, ohne alle weitere Bestimmung und Erfüllung‘ könnte anstelle von Prozess, Tun, Erfüllen treten“ (MM 177). Nicht minder utopisch liest sich Adornos letzter Gedanke in diesem Buch: „Philosophie, wie sie im Angesicht der Verzweiflung einzig noch zu verantworten ist“, solle die Dinge so betrachten, „wie sie vom Standpunkt der Erlösung aus sich darstellten“ (MM 281). Darin offenbart sich für Günter Figal „der gebrochene theologische Impuls von Adornos Denken“, nachdem schon sein intellektuelles Vorbild, Walter Benjamin, die Revolution in den Kontext einer Art Befreiungstheologie gerückt hatte.
Den Okkultismus beurteilt er dagegen in neun „Thesen gegen den Okkultismus“ (MM Nr. 151) als Gegenbewegung zur Moderne und Abkehr von der Vernunft, indem er von einer „Rückbildung des Bewusstseins“ und von einer „Metaphysik der dummen Kerle“ spricht. Okkultismus sei einerseits Reaktion auf Verdinglichung: „Wenn die objektive Realität den Lebendigen taub erscheint wie nie zuvor, so suchen sie ihr mit Abrakadabra Sinn zu entlocken.“ Andererseits werde „Arbeitsteilung und Verdinglichung […] auf die Spitze getrieben: Leib und Seele in gleichsam perennierender Vivisektion auseinandergeschnitten.“ Geist und Sinn werde als Faktum, als unmittelbare Erfahrung behauptet, die Vermittlung durch aufklärerisches Denken ignoriert. Okkultismus sei blind gegenüber Gesellschaftskritik: „Der reale Aberwitz wird abgebildet vom astrologischen“. Adorno sah ähnliche autoritäre Strukturen in Okkultismus und Faschismus: „Jene kleinen Weisen, die vor der Kristallkugel ihre Klienten terrorisieren, sind Spielzeugmodelle der großen, die das Schicksal der Menschheit in Händen halten.“
In Minima Moralia findet sich auch Adornos berühmter und schon sprichwörtlich gewordener Ausspruch „Das Ganze ist das Unwahre“ (MM 55), der den Hegelschen Satz „Das Wahre ist das Ganze“ umkehrt. Kritiker erkannten in Adornos Behauptung einen Widerspruch; denn wenn „das Ganze“ unwahr sei, dann „ließe sich die Wahrheit über es gar nicht aussprechen“. Offensichtlich urteilt Adorno von einer „privilegierten Erkenntnisposition“ aus, die „über diesen [tatsächlich vorfindlichen] Bewusstseinsstand hinausreicht“ (MM 234) und gegen diese Einsicht kein Vetorecht duldet.

## Negative Moralphilosophie
In der Sekundärliteratur wird die Frage aufgeworfen, ob die Schrift nicht auch zentrale moralphilosophische Themen zum Gegenstand habe, wobei Adornos Sprachgebrauch keine strenge Unterscheidung zwischen moralisch richtigem und ethisch gutem Leben kennt.
Fragen der Ethik und Moral werden nach Alexander García Düttmann in den Minima Moralia nicht in der Weise beantwortet, dass sie eine moralphilosophische These, einen Imperativ, eine Norm oder eine Regel aufstellen. Sie seien vielmehr völlig in den Gestus des „So ist es“ übergegangen, der sich nicht „in ein Argument, eine Schlussfolgerung, ein begründetes Urteil übertragen“ lasse. Anstelle einer der Logik verpflichteten Argumentation werden in den Aphorismen Situationen und Eindrücke in einer konzentriert komponierten Sprache vermittelt, die – wie Kunstwerke – bildhaft und gestisch etwas aufscheinen lässt.
Nach Gerhard Schweppenhäuser wurden die Minima Moralia meist als eine Absage an eine Moralphilosophie im Spätkapitalismus gelesen. Entgegen dieser Auffassung hat Schweppenhäuser Adornos untergründig präsente Moralphilosophie herausgearbeitet und sie als eine „negative Moralphilosophie“, eine „Ethik nach Auschwitz“ bezeichnet, wobei Auschwitz als Chiffre für den Holocaust steht. Darin bestätigt sieht er sich durch Adornos eigenes Bekunden, sein Buch im Kontext der Moralphilosophie zu verorten: Unmittelbar zu Beginn seiner Vorlesung Probleme der Moralphilosophie (Wintersemester 1956/57, Sommersemester 1963) ließ er seine Hörer wissen, er nehme an, dass sie von jemandem, „der ein Buch über das richtige oder vielmehr das falsche Leben geschrieben hat“, erwarteten, „dass sie nun etwas über das richtige Leben erfahren“. In der letzten Einheit der Vorlesung kam Adorno darauf zurück und umkreiste mehrfach das Thema der Möglichkeit und Unmöglichkeit, sich im falschen Leben richtig zu verhalten. Seine Antwort lautete: „Das einzige, was man vielleicht sagen kann, ist, dass das richtige Leben heute in der Gestalt des Widerstands gegen die von dem fortgeschrittensten Bewusstsein durchschauten, kritisch aufgelösten Formen eines falschen Lebens bestünde“. Widerstand sei „die eigentliche Substanz des Moralischen“. Widerstand habe sich auch gegen die „von außen auferlegten Formen der Moralität“ zu richten, weil sie „des durchsichtigen theoretischen Grundes enträt“, den einst Religion und Philosophie geliefert hätten.
Für Rahel Jaeggi lassen sich die Minima Moralia gleichzeitig als Ethik und Ethikkritik lesen. „Eine Ethik ist die Minima Moralia, sofern sie die Problematik des Lebens in der zeitgenössisch (spät-)kapitalistischen Gesellschaft anhand der immer wieder aporetisch werdenden Frage darlegt, wie der Einzelne sich verhalten, was er ‚tun‘ soll. Ethikkritik dagegen ist sie, sofern sie gleichzeitig die Unmöglichkeit des richtigen Sich-Verhaltens in einer im Ganzen falschen gesellschaftlichen Situation aufzeigt und so auf eine prinzipielle Grenze ethisch normativer Bestimmung verweist.“ Jaeggis Schlussfolgerung lautet: Ethische Erwägungen bedürfen der Ergänzung durch die gesellschaftliche Analyse und Kritik. Das moralische Prinzip vom gesellschaftlichen abzutrennen und in die private Gesinnung zu verlegen, heißt für Adorno, „auf die Verwirklichung des im moralischen Prinzip mitgesetzten menschenwürdigen Zustands“ (MM 103) zu verzichten. Zentrale Bedeutung kommt dabei dem nonkonformistischen Intellektuellen zu, der allein noch widerständiges Denken und emanzipatorische Bestrebung verkörpere und für ein kritisches Denken einstehe, das überhaupt noch perspektivisch eine andere Gesellschaft denken kann.

## Rezeption
Mit dem Erscheinen der Minima Moralia begann für den Biographen Lorenz Jäger Adornos große öffentliche Wirkung im Nachkriegsdeutschland. Jürgen Habermas nennt es sein Hauptwerk, das getrost als eine Summe studiert werden könne. Nach dem Urteil des Philosophen Martin Seel sind die Minima Moralia „Adornos mit Abstand erfolgreichstes und nach Meinung vieler Leser auch sein bestes Buch“. Adorno zeige sich darin „in der Fülle seiner Talente als Künstler, Kritiker und systematischer Denker“, bei dem „die theoretischen, ethischen und ästhetischen Motive seines Philosophierens aufs Engste miteinander kommunizieren“. Ulrich Raulff bemerkt im Hinblick auf die 120.000 verkauften Exemplare: Adorno „hat den Deutschen eines der ganz wenigen und vermutlich das letzte ihrer philosophischen Volksbücher geschenkt.“ Ein halbes Jahr nach seinem Erscheinen lagen bereits Besprechungen von etwa dreißig der bedeutendsten deutschsprachigen Zeitungen und Radiosender vor, die die Schrift überwiegend positiv aufnahmen.
Intellektuelle haben die Minima Moralia als eine „rastlose Inventur des Verfalls“, als „Signaturen des Unheils“ und „Diagnose einer global organisierten Unmündigkeit“ aufgenommen. Fünfzig Jahre nach Erscheinen des Buches haben zwei Dutzend Kritiker, Philosophen, Schriftsteller und Sozialwissenschaftler ihm eine Hommage gewidmet, bei der jeder von ihnen ein ausgewähltes Stück kommentierte; in einigen Fällen auch mit kritischem Zungenschlag gegen den bildungsbürgerlichen Blick auf Vergangenes und den keine Einwände duldenden Ton des zu Ehrenden.
Bei Schriftstellern und Künstlern fand das Buch aufgrund seines philosophischen und zugleich literarischen Charakters und der „raffinierten Kunstgestalt“ seiner Miniaturen eine fruchtbare Rezeption. Joachim Kaiser bezeichnete es als „künstlerische Gesellschaftskritik eines Individualisten“. Thomas Mann bedankte sich bei Adorno für das ihm zugesandte Buch, an dem er „Tage lang […] magnetisch festgehangen“ habe; er fand es „eine faszinierende Lektüre, aber doch nur in kleinen Schlucken zu genießen, konzentrierteste Kost“. Im April 1951 notierte er in seinem Tagebuch: „Gelesen in Adornos Werk. […] Fühle mich gefangen in einer Welt des Unheils, aus der kein Entkommen.“ An Musikstücke erinnerte Elisabeth Lenk die „rhythmische Anordnung“ der „philosophischen Kurzgeschichten“ mit ihrem „Grundthema der Verzweiflung“, nachdem schon der Komponist Dieter Schnebel die nummerierten Stücke mit musikalischen Inventionen verglichen hatte. Formale Anleihen an die Minima Moralia finden sich in Botho Strauß’ Kurzprosa-Essays Paare, Passanten. Adornos Aussage „Bei vielen Menschen ist es bereits eine Unverschämtheit, wenn sie Ich sagen“ (MM 29) löste eine öffentlich ausgetragene Kontroverse über Fragen des Menschenbildes und der Dramen-Ästhetik zwischen Rolf Hochhuth und ihm aus. In karikierender Schreibweise – „Es gibt kein richtiges Leben im valschen“ – wählte Robert Gernhardt Adornos berühmteste Sentenz als Titel seiner Humoresken über den postrevolutionären Alltag der 68er-Veteranen.
Der Publizist und ehemalige Feuilletonredakteur der Frankfurter Allgemeinen Zeitung, Henning Ritter, charakterisierte die Minima Moralia als „ein höchst ungemütliches Buch, was seine Gegenstände und Einsichten angeht, aber ein Buch vollkommenen geistigen Behagens, was die Darstellung dieser Gegenstände angeht. Der Autor beherrscht die Klaviatur seiner gedanklichen Ausdrucksmittel so vollkommen, dass kein Elend, über das er spricht, den Leser schreckt.“

## Geplante Fortsetzung
Adorno hatte eine Fortsetzung seiner Minima Moralia geplant, die unter dem Titel Graeculus. Erfahrungen nach der Rückkunft die Zeit nach Adornos Exil behandeln sollte. Mit dem Titel Graeculus wollte er an die von Cicero und Juvenal verspotteten Graeculi („kleine Griechen“) erinnern, die im Rom des 1. Jahrhunderts v. Chr. als Hauslehrer wohlhabender Römer tätig waren. Intendiert war, dass nach dem Abschluss der Ästhetischen Theorie der neue Fragmentenband geschrieben werden sollte. Das Material dazu sollten die in 45 Notizheften festgehaltenen Aufzeichnungen liefern, die das Frankfurter Theodor W. Adorno Archiv in Auszügen in den Frankfurter Adorno Blättern veröffentlichte.

## Ausgaben

Taschenbuchausgabe von 2003

- Theodor W. Adorno: Minima Moralia. Reflexionen aus dem beschädigten Leben. Suhrkamp, Berlin/Frankfurt am Main 1951, (Erstausgabe)
- Theodor W. Adorno: Minima Moralia. Reflexionen aus dem beschädigten Leben. (= Gesammelte Schriften, Bd. 4), 1. Auflage, Suhrkamp, Frankfurt am Main 1980, ISBN 3-518-07496-2, (Vollständige Ausgabe mit zehn ausgesonderten Stücken im Anhang), (Zitate mit Seitenangaben im Fließtext stammen aus dieser Ausgabe)
- Theodor W. Adorno: Minima Moralia. Reflexionen aus dem beschädigten Leben. Suhrkamp, Frankfurt am Main 2001, ISBN 3-518-41300-7, (Jubiläumsausgabe als Nachdruck der Erstausgabe)
- Theodor W. Adorno: Minima Moralia. Reflexionen aus dem beschädigten Leben. (= Gesammelte Schriften, Bd. 4), 1. Auflage, Suhrkamp Taschenbuch Wissenschaft 1704, Frankfurt am Main 2003, ISBN 978-3-518-29304-1